# Xcode
Xcode är ett program från Apple som finns att ladda ned gratis på App store för Macintosh. Programmet används av programmerare för att skapa nya Macintosh-program för Mac OS (inklusive dess äldre varianter som OS X)  eller IOS-appar för Iphone, Ipad och Ipod. I senare versioner är programmet Interface Builder, avsett för att skapa grafiska användargränssnitt, integrerat i Xcode.